# Friedrich Loeffler (Mediziner, 1852)

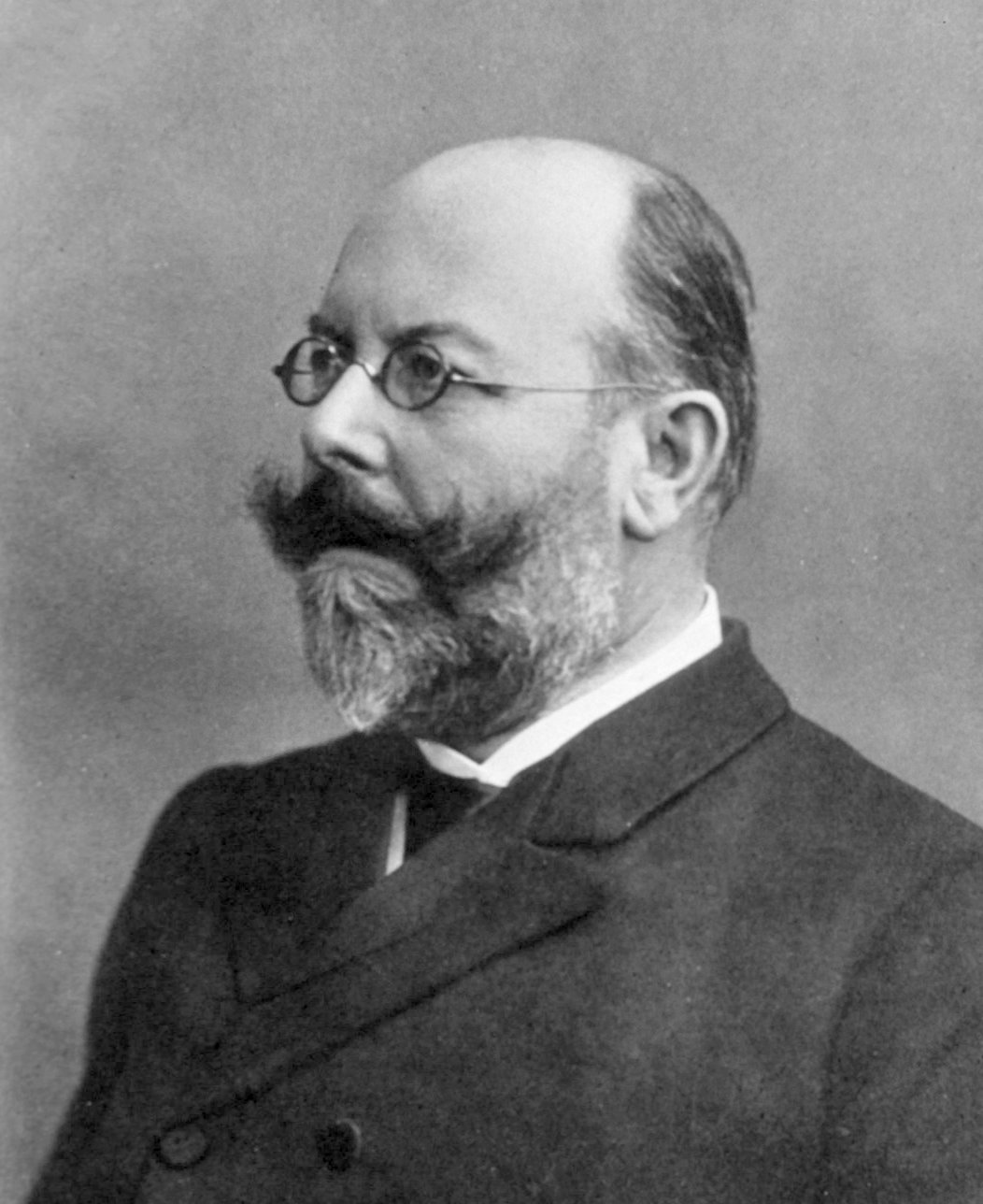
Friedrich Loeffler, vor 1900

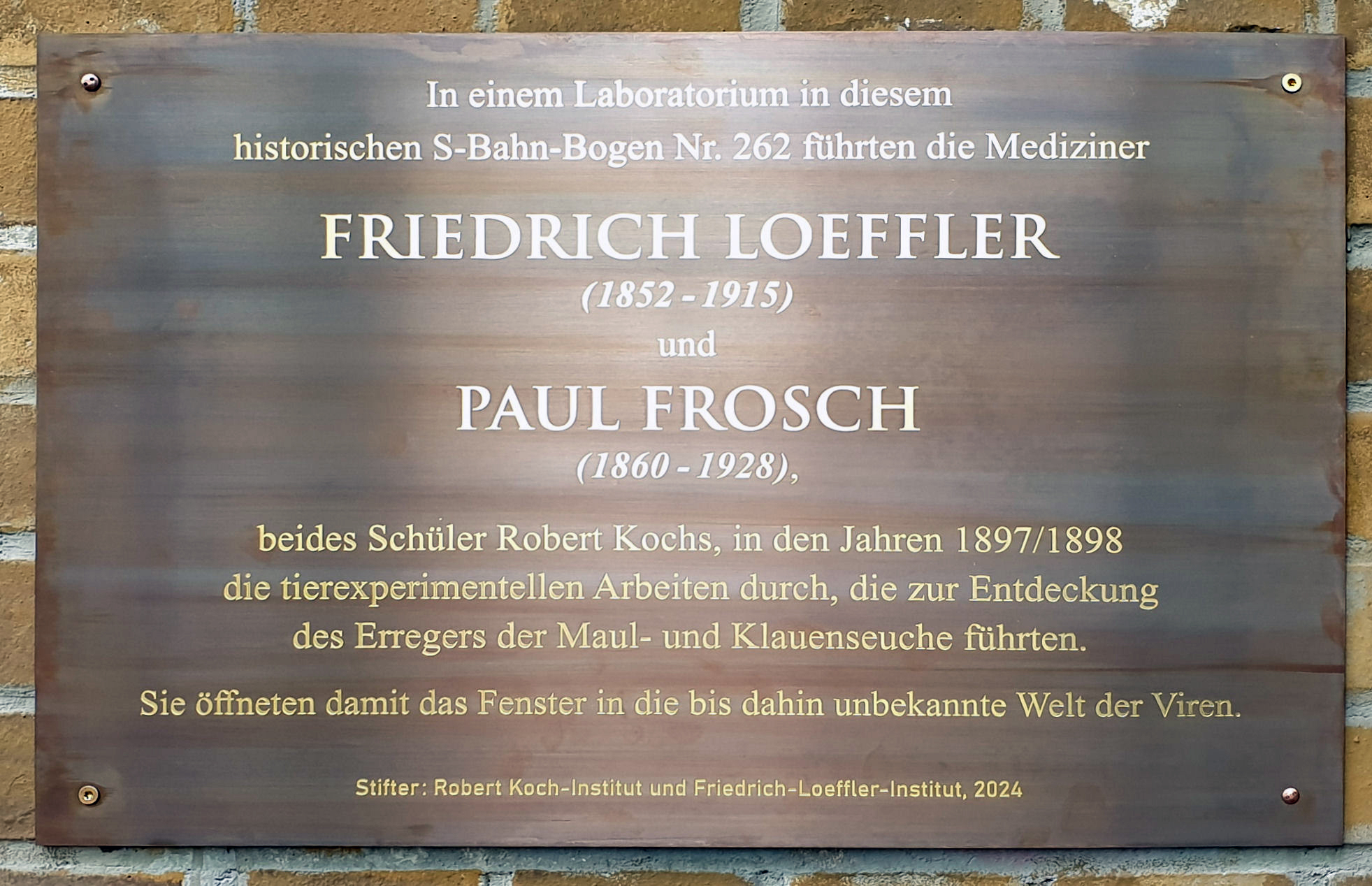
Gedenktafel auf dem Gelände der Charité

Friedrich August Johannes Loeffler (* 24. Juni 1852 in Frankfurt (Oder); † 9. April 1915 in Berlin) war ein deutscher Hygieniker und Bakteriologe, einer der bedeutendsten Mitarbeiter Robert Kochs. Er gehörte zu den weltweit führenden Bakteriologen und (vor allem im Bereich der Tiermedizin) ersten Virologen.

## Leben
Friedrich Loeffler war Sohn des namensgleichen Mediziners und Generalarztes Friedrich Loeffler und dessen Frau Emilie Mathilde, geborene Laengner. Er studierte ab dem Jahr 1870 an der Julius-Maximilians-Universität Würzburg Medizin und wurde im selben Jahr im Corps Moenania Würzburg recipiert. Er wechselte an das Medicinisch-chirurgische Friedrich-Wilhelms-Institut (die auch von Rudolf Virchow, Georg Gaffky und Emil Behring besuchte militärärztliche Akademie „Pepinière“), wo er sich dem Pépinière-Corps Suevo-Borussia anschloss.
Nach dem Examen, der Approbation und der Promotion wurde er Unterarzt an der Charité in Berlin, in Hannover und Potsdam. Im Jahr 1879 erfolgte seine Kommandierung als Militärarzt an das Kaiserliche Gesundheitsamt, wo er als „kommissarischer Hülfsarbeiter“ Untersuchungen im chemisch-hygienischen Labor durchzuführen hatte. Im Jahr 1880 wurde er im Rang eines Stabsarztes am Kaiserlichen Gesundheitsamt als Assistent zusammen mit Georg Gaffky dem neu berufenen Robert Koch zugewiesen. Er isolierte bzw. entdeckte die Erreger von Infektionskrankheiten wie dem vor allem bei Pferden gefürchteten Rotz (1882 mit dem Veterinär-Anatom Wilhelm Schütz das Bakterium Burkholderia mallei), der Diphtherie (1884 mit Edwin Klebs das Bakterium Corynebacterium diphtheriae) und dem Schweinerotlauf (1882 das Bakterium Erysipelothrix rhusiopathiae).
Mit einem Lehrauftrag für Chemie, pathologische Anatomie und Hygiene wurde er an die Pepinière zurückversetzt. Im Jahr 1886 habilitierte er sich an der Berliner Friedrich-Wilhelms-Universität für Hygiene, wo er seine Vorlesungen über die geschichtliche Entwicklung der Lehre von den Bakterien begann. Mit dem Parasitologen Rudolf Leuckart und dem Mitarbeiter Oscar Uhlworm gründete Loeffler 1887 das sich als führendes Referateorgan international durchsetzende Centralblatt für Bakteriologie. Im Jahr 1888 wurde er in Pommern Professor für Hygiene und Geschichte der Medizin an der Königlichen Universität zu Greifswald, wo er, berufen 1887, den Lehrstuhl für Hygiene erhielt. Er beschrieb mit Paul Frosch 1898 den ultravisiblen Erreger der Maul- und Klauenseuche als ein partikuläres Agens, kleiner als ein Bakterium. Damit wurde er zum Mitbegründer der Virologie. Das Virus der Maul- und Klauenseuche war das zuerst beschriebene Virus in der Tierwelt (etwa 10 Jahre zuvor hatten Dimitri Iwanowski und Martinus Willem Beijerinck das Tabakmosaikvirus bei Pflanzen entdeckt). Ihm gelang es, das erste Schutzserum gegen die Maul- und Klauenseuche herzustellen, das jedoch aus Kostengründen nicht zur Anwendung kam. Loeffler war auch als Kommunalhygieniker in Greifswald tätig. Er engagierte sich im Kampf gegen Seuchen und Infektionskrankheiten. In den 1890er Jahren unternahm er, vermittelt durch das Pariser Institut Pasteur, im Auftrag des griechischen Königs Georgios eine Reise nach Griechenland um erfolgreich eine Feldmaus-Plage zu bekämpfen, wobei er den von ihm in Greifswald bei Versuchsmäusen entdeckten Erreger des Mäusetyphus (das Bakterium Salmonella typhi-murium (Salmonella Serovar Typhimurium)) zur Eindämmung der Feldmaus-Plage in Thessalien einsetzte.
Zudem setzte er sich für die Verbesserung von Stadtreinigung und des Abfuhrwesens und den Bau der Kanalisation in der Stadt Greifswald ein. Sein Ausspruch „Und gebaut wird sie doch!“, den er den Gegnern des Kanalisationsprojektes trotzig entgegenschleuderte, wird des Öfteren zitiert.
Auf der Halbinsel Riems bei Greifswald gründete er 1910 die kaiserliche Tierseuchen-Forschungsanstalt als das erste virologische Forschungsinstitut; seit 1952 wird es nach ihm als Friedrich-Loeffler-Institut bezeichnet. Er verließ es, als er nach Berlin zurückgeholt wurde und 1913, nach der Emeritierung Gaffkys, zum Leiter des Robert-Koch-Instituts berufen wurde. Nach Loeffler wurden die Loeffler-Färbung (mit alkalischem Methylenblau) und die Loeffler-Platte (Nährboden mit Traubenzucker) benannt. Loeffler starb 1915 im Alter von 62 Jahren in Berlin. Er wurde auf dem Alten Friedhof in Greifswald beerdigt. Ein Sohn war der Orthopäde Friedrich Loeffler.

## Ehrungen

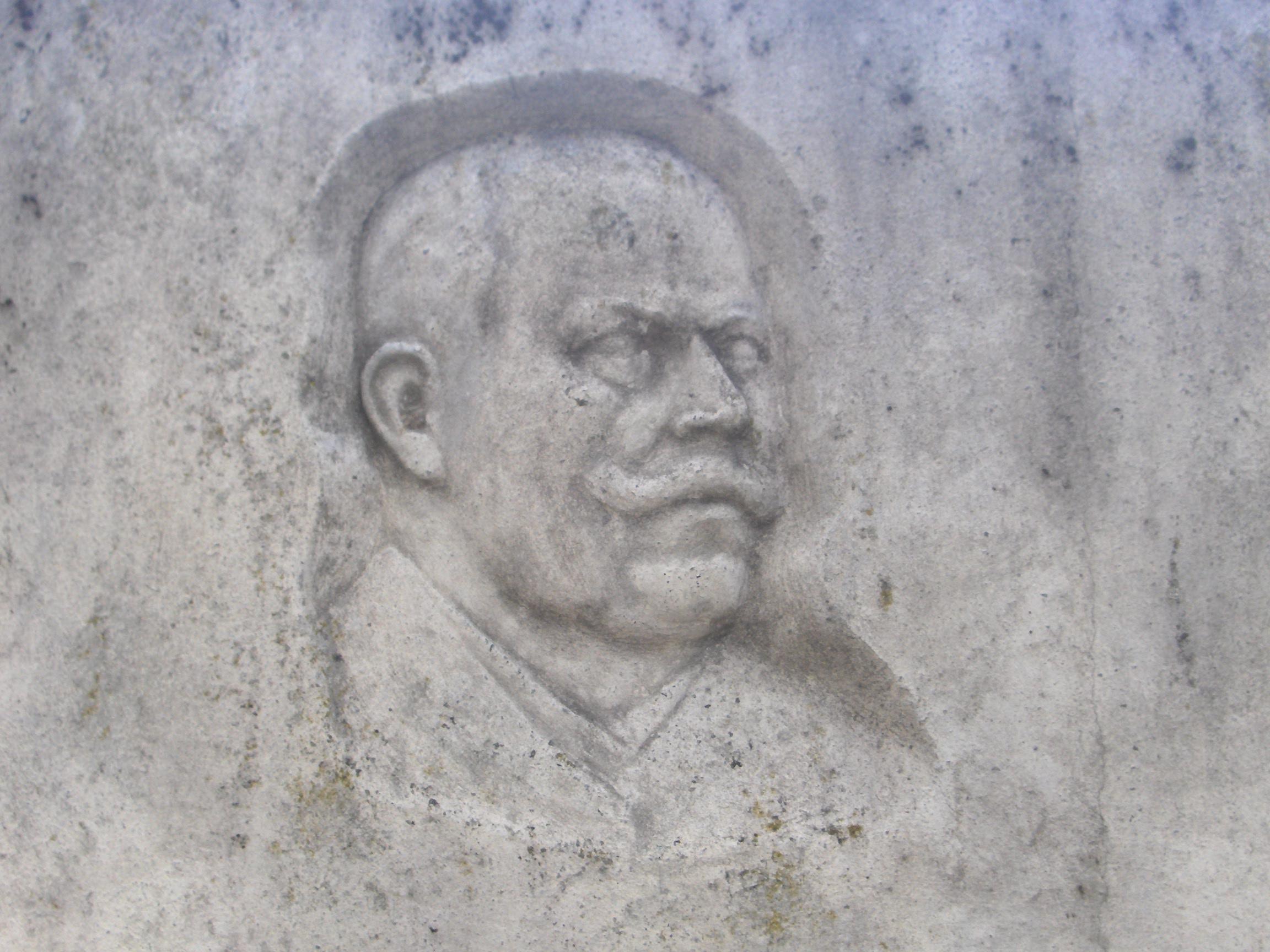
Friedrich Loeffler (Frankfurt a. O.)

- Corpsschleife der Guestfalia Greifswald (19. Juli 1902)[1][7]
- Ehrenmitglied des Corps Suevo-Borussia[2]
- Ehrenbürger von Greifswald (1913)[8]
- Friedrich-Loeffler-Institut – Bundesforschungsinstitut für Tiergesundheit auf Riems (Umbenennung 1952)
- Friedrich-Loeffler-Institut für Medizinische Mikrobiologie, Universitätsmedizin Greifswald, eine Teilkörperschaft der Universität Greifswald
- Gedenkmünze Deutsches Hygiene-Museum in Dresden zum 100. Geburtstag[9]
- Dr. iur. h.c der University of Aberdeen
- Dr. med. vet. h. c. der Hessischen Ludwigs-Universität
- Friedrich-Loeffler-Straße in Greifswald
- Löfflergasse in Wien-Hietzing (1931)
- Sonderstempel des 105. Deutschen Ärztetages (Rostock 2002)[10]
- Sonderbriefmarke (85 Cent) zum 100. Gründungstag des Friedrich-Loeffler-Instituts am 7. Oktober 2010[11] (Michel-Nr. 2825)
- Das Forschungs- und Versorgungsschiff des Friedrich-Loeffler-Instituts, das bis 1974 in dessen Dienst war, trug den Namen Geheimrat Loeffler.
- Loeffler-Frosch-Preis der Gesellschaft für Virologie (GfV), seit 1994[12]
- Loeffler-Frosch-Medaille[13]

## Gedenken
Am 9. April 2024 wurde auf dem Gelände der Charité, Berlin-Mitte, Unterbaumstraße, eine Gedenktafel für Friedrich Loeffler und Paul Frosch enthüllt.

## Schriften (Auswahl)
- mit Robert Koch und Georg Gaffky: Ueber die Verwerthbarkeit heißer Wasserdämpfe zu Desinfectionszwecken. In: Mitteilungen aus dem Kaiserlichen Gesundheitsamt. 1, 1881, S. 322–340.
- Vorlesungen über die geschichtliche Entwicklung der Lehre von den Bakterien. Leipzig 1887.
- mit Paul Frosch: Berichte der Kommission zur Erforschung der Maul- und Klauenseuche bei dem Institut für Infektionskrankheiten in Berlin. In: Centralblatt für Bakteriologie. Band 22, 1897, S. 257–259 (Teil 1), und Band 23, 1898, S. 371–391 (Teil 2).
- Zur Immunitätsfrage. In: Mitteilungen aus dem Kaiserlichen Gesundheitsamt. 1, 1882, S. 134–187.
- Untersuchungen über die Bedeutung der Mikroorganismen für die Entstehung der Diphtherie beim Menschen, bei der Taube und beim Kalbe. In: Mittheilungen aus dem Kaiserlichen Gesundheitsamte. 2, 1884, S. 421–499.